# 豐山洪氏
豐山洪氏（韓語：풍산 홍씨）是朝鮮民族的本貫，位於朝鮮半島慶尚北道東北部安東郡的豐山面，始祖是高麗高宗29年文科狀元、國學直學洪之慶。當中的知名人物有朝鮮正祖的生母惠慶宮洪氏和洪國榮，還有近代的兴親王妃（朝鮮高宗的嫂嫂）、洪震和洪良浩。

## 人物
- 洪霙：禮曹判書[3]。
  - 洪柱元：朝鮮宣祖時的駙馬[2]，娶貞明公主[4]。
    - 洪萬容：洪柱元次子，朝鮮肅宗時的禮曹判書[2]。
      - 洪重箕：洪萬容長子，判書贈左贊成（1650年－1706年）
        - 洪鉉輔：洪重箕次子，洪萬容孫，朝鮮英祖時的禮曹判書[2]。
          - 洪鳳漢：永豐府院君（1713年－1778年），英祖時領議政[2]。
            - 洪樂仁（1729年－1777年）
              - 洪守榮：正祖時牧使
                - 洪世周：純祖時高陽郡守

              - 洪最榮：正祖時判官，因案被削職
                - 洪翊周：憲宗時黃澗縣監、哲宗時順興府使

            - 惠慶宮洪氏：嫁莊祖
            - 洪樂信（1739年－1798年）
              - 洪後榮：純祖時長連縣監
                - 洪啓周：哲宗時氷庫別檢

            - 洪樂任（1741年－1801年）
              - 洪就榮：正祖時宗親府典簿，純祖時楊口縣監
                - 洪載周

            - 洪樂倫（1750年－1813年）
              - 洪緖榮
                - 洪鎮周

              - 洪緯榮
                - 洪德周

              - 洪紀榮
                - 洪宅周

            - 洪氏（1746年－？）：嫁李復一
            - 洪樂佐（妾男）
            - 洪樂佑（妾男）
            - 洪樂侗（妾男）
            - 洪樂儞（妾男）

          - 洪麟漢，英祖時左議政[2]，老論派人物[5]。
            - 洪樂遠
            - 洪樂述
            - 洪樂進

          - 洪駿漢
            - 洪樂宣

          - 洪龍漢
            - 洪樂受
              - 洪稷榮
                - 洪秉周
                - 洪膺周（出系）
                - 洪永周（出系）

              - 洪𥡆榮
                - 洪膺周（繼後）

              - 洪穡榮
                - 洪永周（繼後）

            - 洪樂有

      - 洪重範：洪萬容次子，僉正（1662年－？）
        - 洪鼎輔：洪重範長子，郡守
          - 洪羽漢：洪鼎輔長子，校理
          - 洪氏：嫁李宅祚
          - 洪氏：嫁韓光憲
          - 洪氏：嫁尹昌國
          - 洪氏：嫁尹光裕

        - 洪錞輔：洪重範次子
        - 洪氏：嫁判書尹東暹
        - 洪氏：嫁李觀夑
        - 洪氏：嫁尹恒培

      - 洪重衍：洪萬容三子，府使（1668年－？）
        - 洪鑑輔：洪重衍繼子，生父洪重疇，府尹
          - 洪采漢，洪鑑輔繼子，生父洪銓輔
          - 洪氏：嫁金恆柱

        - 洪氏：嫁金省行
        - 洪氏：嫁參議李益煥
        - 洪氏：嫁牧使金致一

      - 洪重疇：洪萬容四子，參判（1670年－？）
        - 洪銓輔：洪重衍長子，副正
          - 洪在漢：洪銓輔長子，都事
          - 洪采漢：洪銓輔次子，出繼洪鑑輔為嗣
          - 洪氏：嫁沈錀

        - 洪鑑輔：洪重衍次子，府尹，出繼洪重衍為嗣
        - 洪欽輔：洪重衍三子，縣監
          - 洪進漢：洪欽輔長子
          - 洪述漢：洪欽輔次子
          - 洪近漢：洪欽輔三子

        - 洪氏：嫁縣監李興賢
        - 洪氏：嫁府使金峻行
        - 洪氏：嫁申韶
        - 洪氏：嫁閔百昌

      - 洪重福：洪萬容五子，參判（1672年－？）
        - 洪景輔：洪重福長子：承旨
          - 洪文漢：洪景輔長子，縣監
          - 洪氏：嫁郡守李琜
          - 洪氏：嫁李健一
          - 洪氏：嫁趙德滉

        - 洪氏：嫁大司諫李存中
        - 洪氏：嫁大司諫李濟遠

      - 洪喜妊：洪萬容長女（1651年－？），嫁參判李大成（本貫全州李氏）
      - 洪端妊：洪萬容次女（1655年－？），嫁注書沈龜瑞（本貫清松沈氏）
      - 洪妙妊：洪萬容三女（1660年－？），嫁縣令李師亮（本貫全州李氏）

    - 洪萬衡：洪柱元三子[2]（1633年9月23日－1670年1月14日）。
      - 洪重模：洪萬衡長子，郡守（1650年11月17日－1698年7月16日）
        - 洪允輔：洪重模繼子，生父洪重楷，牧使（1694年3月19日－1753年11月17日）
          - 洪紀漢：洪允輔長子，通德郎（1713年11月12日－1758年4月28日）
          - 洪維漢：洪允輔次子（1716年7月－1745年）
          - 洪紳漢：洪允輔三子
          - 洪氏：嫁徐覺修
          - 洪氏：嫁參判李海重

      - 洪重楷：洪萬衡次子，牧使（1658年－1704年6月17日）
        - 洪良輔：洪重楷長子
          - 洪昌漢：洪良輔長子，監司
            - 洪樂純，洪昌漢長子，左議政（1723年－）[6]
            - 洪樂春，洪昌漢次子，判敦寧府事[5]，洪萬衡之曾孫。
              - 洪國榮：洪樂春長子，洪萬衡之五代孫[2]，朝鮮正祖時期人物[7]。
              - 元嬪

          - 洪章漢：洪良輔次子，郡守
          - 洪氏：嫁具善慶

        - 洪允輔：洪重楷次子，出繼洪重模為嗣
        - 洪氏：嫁縣監俞郁基

    - 洪萬熙：洪柱元四子，朝鮮肅宗時的副司正[8]。
    - 洪萬恢：洪柱元七子，朝鮮肅宗時的司評，茂朱府使[9]。

  - 洪柱國[10]。
    - 洪萬選：洪柱國兒子，朝鮮肅宗時的實學家，著有《山林經濟》[10]。

## 參看
- 洪敬謨/洪承穆/洪範植